# 长治医学院
长治医学院是位于中华人民共和国山西省长治市解放东街161号的一所全日制普通高等医学院校，主管部门为山西省教育厅。其前身为太行白求恩国际和平医院附属护士学校，成立于1946年。

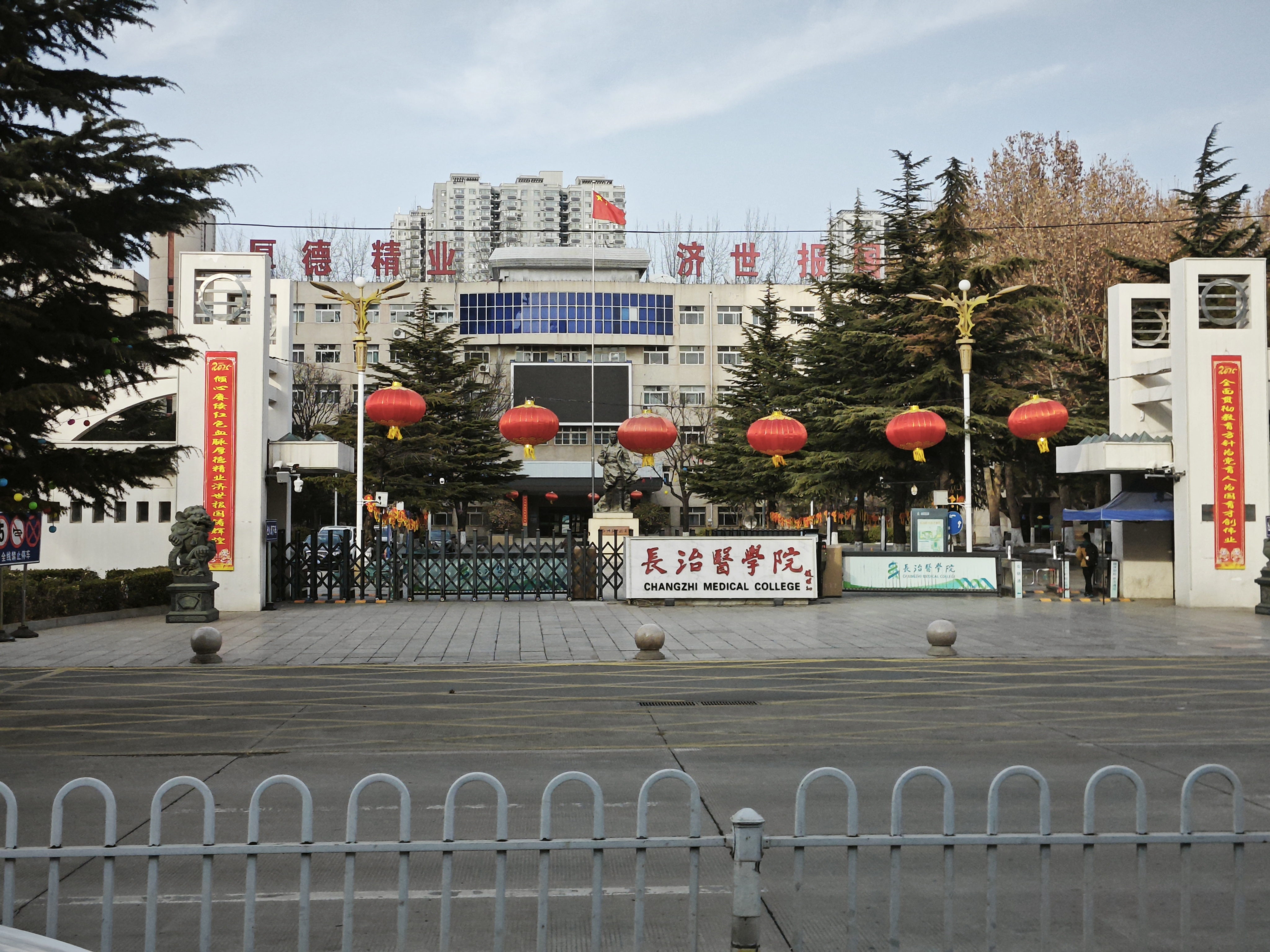
长治医学院校门，校名由赵朴初题写

## 历史
长治医学院自称其前身是创建于1946年的太行白求恩国际和平医院附属护士学校，是中国共产党较早创办的医学院校之一。1949年，学校改名山西省立长治医科专门学校。1958年8月，学校改名晋东南医学专科学校，並合并太谷护士学校，1962年，位于大同、晉中、临汾三市的医学院校并入该校，1966年至1976年文化大革命期間，该校的教師遭到批鬥或下放农村、正常教學秩序遭到嚴重破壞，1972年恢复招生，主要招收工農兵學員，文革结束后的1977年，该校重新透过大学入学考试招生，1986年学校升为本科院校，定名长治医学院。